# Friedenspagode Wien

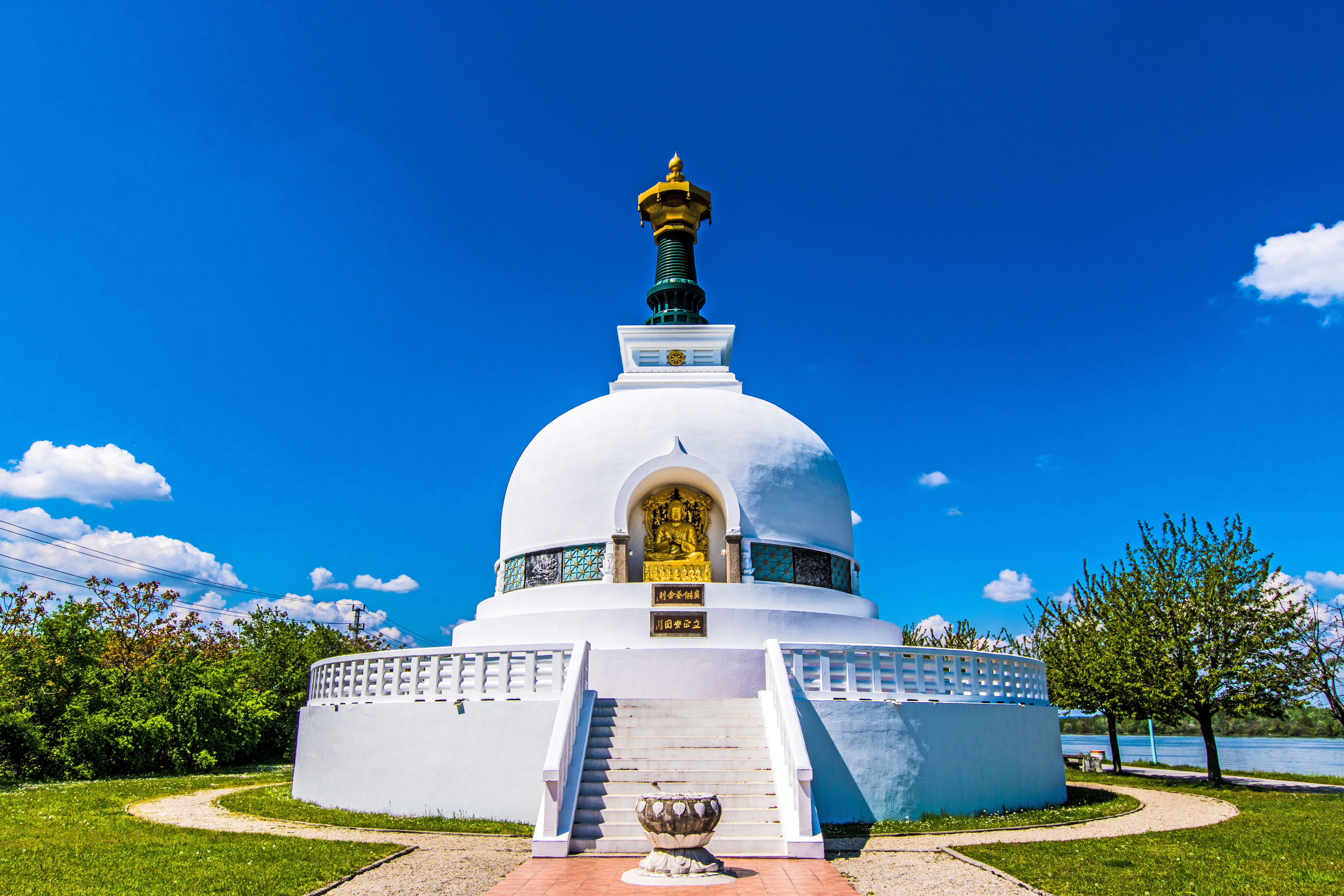
Friedenspagode Wien

Die Friedenspagode Wien ist ein buddhistischer Stupa, der an der Donau in Wien liegt. Sie ist eine von rund 80 Friedenspagoden, die es weltweit gibt (Stand 2011).
Der Bau des Stupas erfolgte zwischen 1982 und 1983 nach Plänen des Architekten Franz Richard Schnabel und wurde von japanischen Mönchen des Nipponzan-Myōhōji-Ordens ausgeführt. Die Eröffnungszeremonie fand am 25. September 1983, unter Anwesenheit des Gründers des Nipponzan-Myōhōji-Ordens Nichidatsu Fujii (藤井日達; 1885–1985) sowie Vertretern verschiedener buddhistischer Orden und Traditionen, statt.
Der Stupa ist rund 26 Meter hoch. Die zentrale Buddha-Figur stellt Buddha Shakyamuni dar, die 7 Reliefs stellen Szenen aus dem Leben des Religionsgründers Siddhartha Gautama dar – von der Geburt, über das Erwachen, die Lehrtätigkeit bis zum Tod.
Die Friedenspagode ist öffentlich zugänglich und Austragungsort von regelmäßigen Veranstaltungen wie dem Vesakh-Fest der Buddhistischen Gemeinde Wien und der Gedenkzeremonie anlässlich des Jahrestages des Atombombenabwurfes auf Nagasaki.
In der Nähe des Stupas befindet sich auch ein buddhistischer Tempel, der vom japanischen Mönch Gyosei Masunaga geleitet wird.